# Chuyển động học
Chuyển động học là một nhánh của cơ học cổ điển, có mục đích mô tả chuyển động của các điểm, vật thể và hệ vật trong khi bỏ qua nguyên nhân dẫn đến các chuyển động đó. Chuyển động học là một lĩnh vực nghiên cứu, thường được gọi là "hình học của chuyển động" và đôi khi được xem là một nhánh của toán học. Vấn đề về chuyển động học được phát sinh bằng việc mô tả lại hình dạng của hệ và khai báo các điều kiện ban đầu của bất kỳ giá trị đã biết nào về vị trí, vận tốc và/hoặc gia tốc các điểm trong hệ. Sau đó, sử dụng các lập luận từ hình học, vị trí, vecto và gia tốc của phần chưa biết trong hệ để xác định nó. Nghiên cứu về cách lực tác dụng lên các cơ quan nằm trong động học, chứ không phải chuyển động học. Để biết thêm thông tin, xem động học.
Chuyển động học được sử dụng trong vật lý thiên văn để mô tả sự chuyển động của các thiên thể và hệ thiên thể, trong kỹ thuật cơ khí, robot học và cơ sinh học để mô tả chuyển động của những hệ thống gồm nhiều bộ phận (hệ thống đa liên kết) chẳng hạn như một động cơ, một cánh tay robot hoặc bộ xương của cơ thể con người.
Các phép biến đổi hình học, còn được gọi là các phép biến đổi bảo toàn, được sử dụng để mô tả chuyển động của các thành phần trong hệ thống cơ khí, đơn giản hóa đạo hàm của các phương trình chuyển động. Chúng cũng là trung tâm của phân tích động lực học.
Phân tích chuyển động là quá trình đo lường các đại lượng chuyển động dùng để mô tả chuyển động. Trong kỹ thuật, ví dụ, phân tích chuyển động học có thể được sử dụng để tìm phạm vi chuyển động cho một máy móc đã cho trước, và ngược lại, sử dụng tổng hợp động học để thiết kế một máy móc để đáp ứng phạm vi quỹ đạo cần thiết.  Ngoài ra, chuyển động học còn áp dụng hình học đại số để nghiên cứu hiệu suất cơ khí của một hệ cơ khí hay của máy móc.

## Chuyển động học của quỹ đạo một chất điểm trong một trục tham chiếu không xoay

Đại lượng chuyển động học của một chất điểm cổ điển: khối lượng m, vị trí r, vecto v, gia tốc a.

Quãng đường di chuyển luôn luôn lớn hơn hoặc bằng độ dời.

### Vận tốc tương đối

Vận tốc tương đối giữa hai chất điểm trong cơ học cổ điển.

## Quỹ đạo các chất điểm dưới gia tốc không đổi

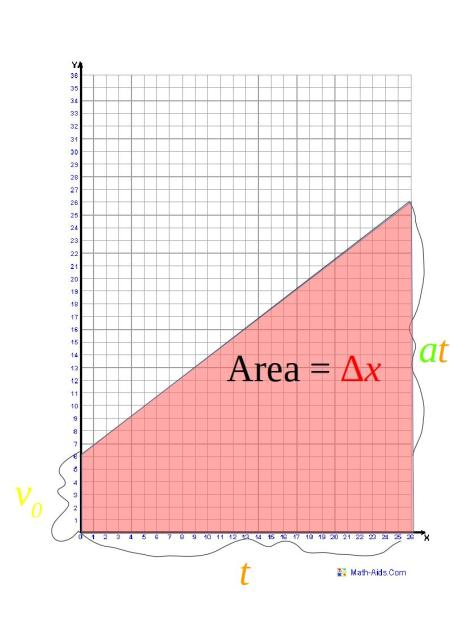
Biểu đồ vật lí giữa Vận tốc-Thời gian

Hình 2: Vận tốc và gia tốc cho chuyển động tròn không đều: vector vận tốc là tiếp tuyến với quỹ đạo, nhưng vector gia tốc không hướng vào bên trong vì thành phần tiếp tuyến của nó a_{θ} làm tăng tốc độ quay: dω/dt = a_{θ}/R.

### Chuyển động tròn

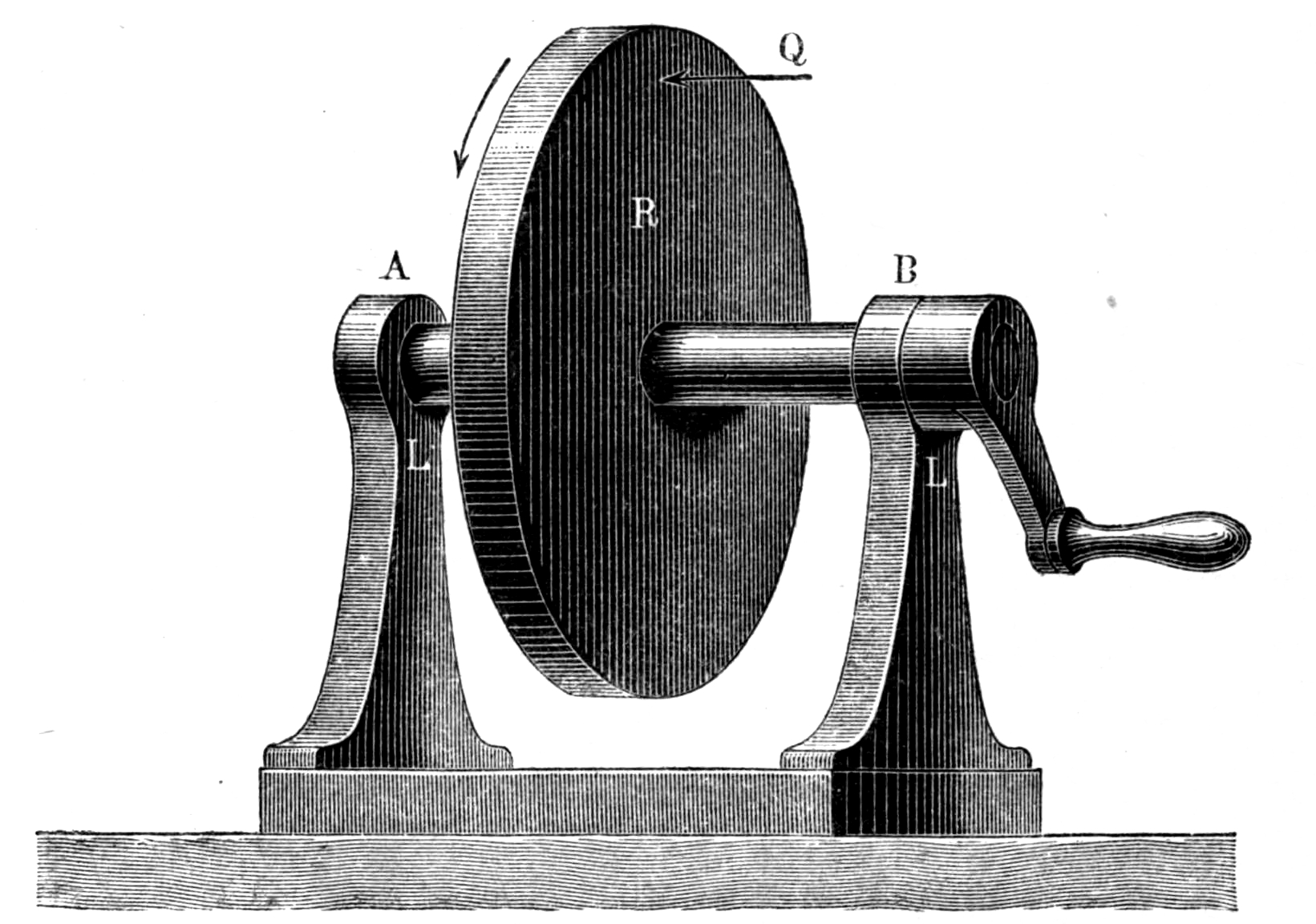
Mỗi điểm trên bánh xe di chuyển theo quỹ đạo tròn phẳng (Kinematics of Machinery, 1876).